# Budapester Memorandum

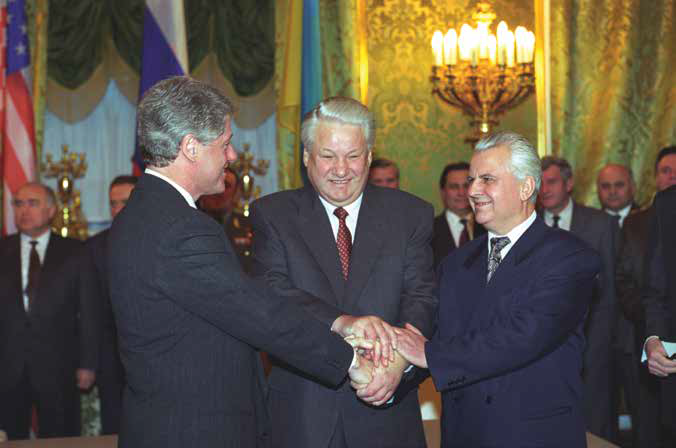
Der amerikanische Präsident Bill Clinton, der russische Präsident Boris Jelzin und der ukrainische Präsident Leonid Krawtschuk nach der Unterzeichnung der Trilateralen Erklärung vom 14. Januar 1994 zur Vorbereitung des Memorandums Ende 1994

Das Budapester Memorandum umfasst drei Vereinbarungen, die am 5. Dezember 1994 in Budapest im Rahmen der dort stattfindenden KSZE-Konferenz unterzeichnet wurden. In den Vereinbarungen gaben die Russische Föderation, das Vereinigte Königreich und die Vereinigten Staaten gemeinsam gegenüber Kasachstan, Belarus und der Ukraine Sicherheitsgarantien in Verbindung mit deren Beitritt zum Atomwaffensperrvertrag und als Gegenleistung für die Beseitigung aller Nuklearwaffen auf ihrem Territorium. In den Vereinbarungen werden insbesondere bereits zuvor bestehende Verpflichtungen nochmals klargestellt und bekräftigt.

## Hintergrund
Die Ukraine war als Staat der ehemaligen Sowjetunion (Ukrainische SSR) teilweise am frühen Atombombenprogramm der UdSSR beteiligt. Das Ukrainian Institute of Physics and Technology (UIPT) in Charkiw (heute National Science Center Kharkiv Institute of Physics and Technology (KIPT)) war an der Erforschung der Kernspaltung beteiligt. Einer unter den vielen Forschern war der Physiker Lew Landau. Sowjetische bzw. heute russische Kernwaffen wurden jedoch nie in der Ukraine entwickelt oder getestet. Diese Kompetenz befand sich stets in der Russischen SFSR, in den dortigen Forschungsinstituten und Produktionsanlagen, z. B. in Sarow.
Die Ukraine lieferte auch verschiedene Waffensysteme, z. B. durch die Firmen Khartron, Juschmasch oder KB Juschnoje. Einige dieser Systeme waren auch für sowjetische Interkontinentalraketen oder Trägersysteme bestimmt. Das Chemiewerk Prydniprovsky lieferte spaltbares Material (Uran) für das sowjetische Kernwaffenprogramm. 
Während des Kalten Krieges wurden in der Ukraine Kernwaffen aus dem sowjetischen Arsenal stationiert. Die Ukraine betrieb zum Zeitpunkt der Auflösung der UdSSR das drittgrößte Atomwaffenarsenal der Welt. Die Entscheidungsgewalt über den Einsatz der Kernwaffen bzw. die operative Kontrolle lag stets beim russischen Präsidenten, welcher im Besitz der erforderlichen Freischaltcodes war. Formal wurden die Atomwaffen in Belarus, Kasachstan und der Ukraine von der Gemeinschaft Unabhängiger Staaten kontrolliert. Mit dem Zerfall der Sowjetunion wurden die Waffen abgezogen und das Budapester Memorandum ausgehandelt.

## Nichtverbreitungsvertrag
Das Budapester Memorandum war Vorbedingung der Unterzeichnung und Ratifizierung des Atomwaffensperrvertrags und des Atomteststoppvertrags. Bis 1996 wurden alle, sowohl taktische als auch strategische, Kernwaffen der früheren Sowjetunion nach Russland gebracht, das als „Fortsetzerstaat“ der UdSSR das Recht auf den Besitz von Atomwaffen hat. Das Dokument wurde von allen beteiligten Ländern unterzeichnet und als völkerrechtlicher Vertrag bei den Vereinten Nationen hinterlegt.

## Sicherheitsgarantien
China und Frankreich gaben zur Sicherheitsgarantie der Ukraine eigene Erklärungen ab. Zudem schrieb Frankreichs Staatspräsident François Mitterrand am 5. Dezember 1994 hierzu einen persönlichen Brief. Offizielle der Vereinigten Staaten sicherten der Ukraine zu, entsprechend zu reagieren, wenn Russland die Vereinbarung brechen würde.

## Inhalt
Im Budapester Memorandum bekräftigten Russland, die Vereinigten Staaten von Amerika und das Vereinigte Königreich, als Gegenleistung für einen Nuklearwaffenverzicht, gemeinsam in drei getrennten Erklärungen jeweils gegenüber Kasachstan, Belarus und der Ukraine erneut ihre bereits bestehenden Verpflichtungen, die Souveränität und die bestehenden Grenzen der Länder, das UN-Gewaltverbot und weitere Verpflichtungen zu achten. Dabei wird auf die Schlussakte von Helsinki, die Charta der Vereinten Nationen und den Atomwaffensperrvertrag verwiesen.
- Artikel 1 bekräftigt die Verpflichtung (reaffirm commitment) der Signatarstaaten, Souveränität und bestehende Grenzen zu achten und verweist auf die Schlussakte von Helsinki als Grundlage für die Prinzipien der Souveränität, der Unverletzlichkeit der Grenzen und der territorialen Integrität.

- Artikel 2 bekräftigt die Pflicht (reaffirm obligation) zur Enthaltung von Gewalt und verweist auf die Charta der Vereinten Nationen als Grundlage des Gewaltverbotes.

- Artikel 3 bekräftigt mit nochmaligem Verweis auf die Schlussakte von Helsinki die Verpflichtung, wirtschaftlichen Zwang zu unterlassen, der darauf abzielt, die Ausübung der Souveränität innewohnender Rechte durch der jeweiligen Staaten ihren eigenen Interessen unterzuordnen und sich so Vorteile jeglicher Art zu sichern (Beispiel Ukraine: „to refrain from economic coercion designed to subordinate to their own interest[25] the exercise by Ukraine of the rights inherent in its sovereignty and thus to secure advantages of any kind“).

- Artikel 4 bekräftigt die Verpflichtung (reaffirm commitment), unverzüglich den Sicherheitsrat der Vereinten Nationen zur Unterstützung der 3 Staaten (nicht nur Ukraine) einzuschalten, falls diese als Nicht-Nuklearwaffen-Staat und Teilnehmerin des Atomwaffensperrvertrages mit Nuklearwaffen bedroht würde.

- Artikel 5 bekräftigt die Verpflichtung (reaffirm commitment) zur Enthaltung vom Einsatz von Nuklearwaffen gegenüber Nicht-Nuklearwaffen-Staaten, die Teilnehmer des Atomwaffensperrvertrages sind.

- Artikel 6 enthält das Versprechen, sich bei Konflikten zu beraten (will consult).

## Rechtscharakter des Memorandums
Nach Empfehlung des US-Außenministeriums sollten Vereinbarungen, wenn sie eher politische Willenserklärungen seien, von international rechtsverbindlichen Verträgen (treaties) in der Regel anhand bestimmter formaler, stilistischer und sprachlicher Merkmale unterscheidbar abgefasst werden: Bei eher politischen Willenserklärungen wird empfohlen, den Ausdruck „Parteien“ im Text ebenso wie den des „Vertrags“ im Titel zu vermeiden. Hinsichtlich von Handlungen sollten Ausdrücke wie „shall“, „agree“ oder „undertake“ und „will“ (letzteres wegen Missverständlichkeit) vermieden werden. Anstelle dessen seien „should“, „intend to“ oder „expect to“ zu bevorzugen. Der Ausdruck „in Kraft treten“ sei zu vermeiden, ebenso ein Bezug auf „equal authenticity“ (gleiche Rechtsgültigkeit aller Sprachfassungen). Am Schluss der Vereinbarung sollte ein Disclaimer stehen. Ein Memorandum (memorandum of understanding) sei nicht als solches schon immer rechtlich unverbindlich, daher sollte der Rechtscharakter deutlich gemacht werden.
Anhand der meisten dieser Merkmale, bis auf den Disclaimer, charakterisierte die Treaty Law Organization das Memorandum entgegen einem anderslautenden Verständnis der New York Times als rechtsunverbindlich. Ähnlich argumentierte Ron Synovitz von Radio Free Europe in einem erklärenden Kommentar unter Berufung auf den Juristen Barry Kellman, der aber die Komplexität der Rechtsverbindlichkeit betonte: Das Memorandum sei nach dem Völkerrecht verbindlich, aber das hieße nicht, dass es Mittel zu seiner Durchsetzung habe. Es nehme jedoch Bezug auf andere Verträge, die schon für sich genommen die Bestimmungen des Memorandums garantierten.
Der russische Politikwissenschaftler Wladislaw Borissowitsch Below verweist demgegenüber darauf, dass das Memorandum von der Staatsduma nicht ratifiziert wurde. Somit sei es nur als Willenserklärung der damaligen russischen Regierung unter Boris Jelzin, nicht aber als völkerrechtlich bindend anzusehen.
Bezüglich Vorwürfen der Regierung von Belarus, dass die USA das Memorandum verletzen würden, verkündete die US-Botschaft in Minsk in einer Pressemitteilung im April 2013, dass die Vereinigten Staaten die Verpflichtungen gegenüber Belarus ernst nehmen, obwohl das Memorandum rechtlich nicht bindend sei. In einem Interview im November 2020 erklärte die deutsche Botschafterin in Kiew Anka Feldhusen, das Memorandum sei nicht mehr als eine politische Deklaration und kein internationaler Vertrag.

## Auswirkungen und Entwicklungen

### Russisch-ukrainischer Gasstreit
Im Laufe des russisch-ukrainischen Gasstreits zum Jahreswechsel 2005/06 erwog die ukrainische Regierung unter Präsident Wiktor Juschtschenko laut Angabe des Spiegels, die Unterzeichner des Memorandums zur Hilfe für die Ukraine in Anspruch zu nehmen.
Russland und die Vereinigten Staaten bekräftigten 2009 in einer gemeinsamen Erklärung zum Auslaufen des ursprünglichen START-Vertrags die Gültigkeit der Budapester Memoranden. In diesem Zusammenhang bestätigen die Vereinigten Staaten und die Russische Föderation, dass die in den Memoranden festgehaltenen Zusicherungen auch nach dem 4. Dezember 2009 in Kraft bleiben werden.

### Annexion der Krim 2014
Im Rahmen der russischen Annexion der Krim-Halbinsel im Jahre 2014 wiesen die USA und Großbritannien auf das Abkommen hin und interpretierten das russische Verhalten auf der Krim als Nichteinhaltung des Memorandums und als klare Verletzung der territorialen Integrität der Ukraine. Ähnlich äußerten sich der Generalsekretär der Vereinten Nationen Ban Ki-moon und die deutsche Bundeskanzlerin Angela Merkel.
Russland behauptete, „die Drohungen von Seiten der EU und der USA während der Unruhen in Kiew, Sanktionen gegen die ukrainische Staatsführung (unter Präsident Janukowytsch) zu verhängen“ sowie die spätere „Anerkennung des Staatsstreichs in Kiew“ seien ein Bruch von Verpflichtungen aus dem Budapester Memorandum.
Russlands Nichteinhaltung des Budapester Memorandums und insbesondere die Annexion der Krim 2014 kann die künftige Nichtverbreitung und Abrüstung von Kernwaffen gefährden, weil sie Zweifel daran aufwirft, wie verlässlich Sicherheitsgarantien von Großmächten gegenüber Staaten ohne Atomwaffen sind. Zweifel an der Verlässlichkeit solcher Zusagen könnten Anreize schaffen, Kernwaffen zu behalten, neue Kernwaffenprogramme zu schaffen oder bereits bestehende Programme zu beschleunigen. Da in dem Memorandum die Schlussakte der Konferenz über Sicherheit und Zusammenarbeit in Europa wiederholt wird, wirft Russlands Nichtbefolgung des Memorandums grundsätzliche Fragen über die Zukunft der internationalen Ordnung auf.

### Russischer Überfall auf die Ukraine 2022
Mit dem Überfall auf die Ukraine seit dem 24. Februar 2022 verstößt Russland erneut gegen die Vereinbarung. Der ehemalige US-Präsident Bill Clinton, der in den 1990er Jahren zwischen der Ukraine und Russland vermittelt hatte, wodurch es zu dem Memorandum kam, sagte im März 2023, dass er sich vor dem Hintergrund, dass Russland durch den Angriff auf die Ukraine das Memorandum verletzte, „mitverantwortlich“ fühle, dass es zu dem Krieg kam: „Keiner glaubt, dass Russland diesen Stunt vollführt hätte, wenn die Ukraine noch ihre Waffen hätte...Ich fühle mich mitverantwortlich, weil ich sie davon überzeugt habe, ihre Atomwaffen aufzugeben“ (siehe auch sowjetische Kernwaffen in der Ukraine).
Seit Anfang 2024 hat Russland begonnen taktische Kernwaffen in Belarus zu stationieren.